# BMX biciklizam
BMX biciklizam ima više disciplina, neke su:
- street (vožnja ulicama)
- flat (vožnja po ravnom)
- dirt (vožnja po zemljanim stazama)
- park (vožnja u skateparku)

Discipline street, dirt i park spadaju pod ekstremni biciklizam. Najpopularnija disciplina je street. Gotovo sva natjecanja održavaju se u parku, ali s elementima za street i park vožnju. Za razliku od vožnje MTB-a, BMX je specifičan po tome što je popularniji i ima dodatke poput pegova, dijelova koji se fiksiraju na kotače i dozvoljavaju balansiranje težine. U hrvatskoj se street disciplina najviše vozi na lokacijama u Bjelovaru, Varaždinu i Zagrebu (muzej Mimara, Trg hrvatskih velikana). Natjecanje u vožnji BMX-a u Hrvatskoj se naziva "Pannonian Challenge" u Osijeku. U Hrvatskoj se u Splitu nalazi jedan skatepark u zatvorenom, a zove se Indoor Skatepark „Kolo”.